# Coise (rzeka)
Coise – rzeka we Francji, przepływająca przez tereny departamentów Rodan oraz Loara, o długości 52 km. Stanowi prawy dopływ rzeki Loary.